# Велько Кадієвич
Ве́лько Каді́євич (сербохорв. Вељко Кадијевић/Veljko Kadijević; нар. 21 листопада 1925, Главина-Доня, нині Хорватія — пом. 2 листопада 2014, Москва, Росія) — генерал Югославської Народної Армії. З 1988 по 1992 рік був союзним секретарем народної оборони комуністичної Югославії (міністром оборони). Останні роки життя прожив у Москві, маючи російське громадянство.

## Біографія
Велько Кадієвич народився в селі Главина поблизу Імотського 21 листопада 1925 р. в сім'ї серба та хорватки. При цьому Кадієвич завжди називав себе югославом. Його батько Мірко Кадієвич воював добровольцем під час громадянської війни в Іспанії і помер в 1936 р.
Після вторгнення військ країн Осі в Югославію на етнічних хорватських територіях у межах цієї країни виникло маріонеткове утворення Німеччини — Незалежна Держава Хорватія. У країні почалася громадянська війна і боротьба проти окупантів та їхніх поплічників.
У 1943 р. Кадієвич вступив у КПЮ і приєднався до югославських партизанів. Воював у складі 26-ї далматинської дивізії НВАЮ. Був помічником комісара бригади та дивізії. Після закінчення Другої світової війни Велько Кадієвич продовжив службу в армії Югославії.
Під час служби в ЮНА був комісаром, викладачем Вищої військової академії ЮНА, командиром дивізії, начальником штабу корпусу, заступником командувача армії. Кадієвич закінчив Вищу військову академію ЮНА та військовий коледж командирів і генералів американської армії в 1963 р. У 1988 р. Велько Кадієвич призначається військовим міністром Югославії. Після того, як Союз комуністів Югославії припинив своє існування, Кадієвич став одним із засновників нової партії «Союз комуністів — рух за Югославію».
Після розпаду країни і початку воєн на території Югославії пішов з поста міністра оборони СРЮ. Жив у Сербії. Під час війни в Хорватії хорватська влада оголосила Кадієвича в розшук. На думку хорватської влади Кадієвич є воєнним злочинцем і несе відповідальність за злочини югославської армії у початковий період війни в Хорватії. Інтерпол видав ордер на арешт Кадієвича 23 березня 2007 року
Перший обвинувальний висновок щодо Кадієвича було винесено ще в 1992 р. в Беловарі, другий у 2002 р. у Вуковарі та третій у 2006 р. в Осієку. 2001 року міністерство внутрішніх справ Хорватії видало ордер на арешт Кадієвича. В 2001 р. МТКЮ викликав Кадієвича в Гаагу, де той повинен був узяти участь в засіданні суду як свідок. Однак Кадієвич утік в Росію, де в 2005 р. одержав статус біженця..
13 серпня 2008 року указом президента Росії Дмитра Медведєва Вельку Кадієвичу було надано російське громадянство. Після отримання Кадієвичем російського громадянства Хорватія направила запит про екстрадицію колишнього генерала. Проте до самої смерті генерал продовжував жити в Росії.

## Військовий письменник
Велько Кадієвич опублікував два десятки статей з військової науки та є автором кількох підручників для Академії Генерального штабу і Командно-штабної академії ЮНА. Кадієвич — автор таких книжок:
- «Наша військова наука»
- «Оперативна наука» комбінований вид збройної боротьби "
- «Стратегія ЮНА»
- "Військо без держави. Мій погляд на розвал Югославії "(1993 р., Белград),
- «Контрудар. Мій погляд на розвал Югославії».

## Сім'я
В 1949 році Кадієвич одружився, мав доньку та внучку. В 1995 р. овдовів.

## Нагороди
- Орден за військові заслуги
- Орден Югославського прапора
- Орден Республіки
- Орден Югославської Народної Армії
- Орден Військового прапора
- Орден Братерства і єдності
- Орден Партизанської зірки
- Орден «За заслуги перед народом»